# 汪中意
汪中意（Chang Yi Wang，1972年11月2日—），國語、閩南語創作流行歌手，出生於印尼，台灣長大。沒有受過正統音樂學院體制教育，僅透過短期補習各種樂器來學會吉他鋼爵士鼓。主要透過吉他、鋼琴創作音樂。

## 發行專輯/單曲
- 2010年發行首張個人專輯-「汪中意首張同名創作」專輯，
- 2011年6月發行-「汪中意幸福對面」數位迷你專輯，
- 2011年11月發行-汪中意「阿母」數位迷你專輯，
- 2012年1月發行-「賀新年」數位單曲，
- 2012年11月發行-「相信自己」專輯‧
- 2014年3月發行-首張台語全創作專輯「向前衝」‧
- 2015年8月發行-「情人節」數位單曲
- 2016年8月發行-「好男兒」台語全創作專輯
- 2017年8月發行-「最想做的事」國語數位單曲
- 2018年8月發行-「搶孤」國語數位單曲
- 2019年11月發行-「紀念」國語數位單曲

## 創作歌曲
- 以下為汪中意創作給其他歌手演唱之作品

| 曲目       | 主唱   | 收錄專輯    | 發行日期   | 備註         |
| ---------- | ------ | ----------- | ---------- | ------------ |
| 酒醉的晚瞑 | 翁立友 | [真心淚]    | 2014年4月  | 台灣豪記唱片 |
| 薄情郎     | 陳思安 | [安平之戀 ] | 2015年10月 | 台灣豪記唱片 |

## 外部連結
- 汪中意的部落格
- 汪中意的微博
- 社團法人中華音樂權作協會-個人會員
- QQ音樂-汪中意 （页面存档备份，存于）
- 百度/千千音樂-汪中意
- 蝦米音樂-汪中意